# عائلة ميغيل
عائلة ميغيل (البرتغالية: Sete Vidas) هي تيلينوفيلا (مسلسل دراما شعبية) برازيلية أنتجتها قناة غلوبو. عرض في 9 مارس و10 يوليو 2015.

## روابط خارجية
- عائلة ميغيل على موقع IMDb (الإنجليزية)
- عائلة ميغيل على موقع كينوبويسك (الروسية)
- عائلة ميغيل على موقع قاعدة بيانات الفيلم (الإنجليزية)